# Leucemia mieloblástica aguda com maturação
Leucemia mieloblástica aguda com maturação é um subtipo da Leucemia mielóide aguda. Na classificação FAB é conhecida como M2.

## Causa
Este subtipo é caracterizado pela translocação de uma parte do cromossomo 8 e cromossomo 21, escrita como t(8;21). Em ambos lados dos cromossomos, agora contendo pedaçoes dos dois, o DNA codifica diferentes proteínas. Estas duas proteínas criam uma grande proteína, com efeito diferente no organismo.
A duas proteínas que se fundem são:
- RUNX1
- RUNX1T1